# Graham (Name)
Graham ist ein schottischer männlicher Vor- und Familienname.

## Bedeutung
Der Name stammt aus dem Altenglischen und bedeutet so viel wie „graue (gra{e}[y]) Heimstätte (ha{o}m[e])“ oder „Kiesland“.

## Varianten
- Graeham
- Graeme
- Grahame

## Namensträger

### Vorname

#### A
- Graham Adams (1933–2020), englischer Fußballspieler- und Trainer
- Graham Alexander (* 1971), schottischer Fußballspieler- und Trainer
- Graham Allen (1932–2017), englischer Fußballspieler
- Graham Robert Allan (1936–2007), britischer Mathematiker
- Graham T. Allison (* 1940), US-amerikanischer Politikwissenschaftler
- Graham Annable (* 1970), kanadischer Comicautor und Animator
- Graham Archell (* 1950), englischer Fußballspieler
- Graham Arnold (* 1963), australischer Fußballspieler- und Trainer

#### B
- Graham Barber (* 1958), englischer Fußballschiedsrichter
- Graham Arthur Barden (1896–1967), US-amerikanischer Politiker
- Graham Bartram (* 1963), britischer Vexillologe, Flaggendesigner und Generalsekretär für die Kongresse der FIAV
- Graham Bassett (* 1985), US-amerikanischer Squashspieler
- Graham Beckel (* 1949), US-amerikanischer Schauspieler
- Graham Bell (1948–2008), englischer Sänger
- Graham Bell (* 1966), britischer Skirennläufer
- Graham E. Bell, amerikanischer Astronom
- Graham Blanks (* 2002), US-amerikanischer Leichtathlet
- Graham Boase (* 1941), australischer Dreispringer
- Graham Bond (1937–1974), englischer Jazz- und Blues-Musiker
- Graham Bonnet (* 1947), britischer Hard-Rock-Sänger
- Graham Bonney (* 1943), britischer Schlagersänger und Entertainer
- Graham Bool (1948–2010), britischer Rollstuhlbasketballspieler und Fotograf
- Graham Booth (1940–2011), britischer Politiker
- Graham Brady (* 1967), britischer Politiker
- Graham Broadbent, britischer Filmproduzent
- Graham Brookhouse (* 1962), britischer Pentathlet
- Graham Buckland (* 1951), britischer Dirigent und Komponist

#### C
- Graham Cairns-Smith (1931–2016), schottischer Chemiker und Molekularbiologe
- Graham Candy (* 1991), neuseeländischer Singer-Songwriter und Schauspieler
- Graham H. Chapin (1799–1843), US-amerikanischer Jurist und Politiker
- Graham Chapman (1941–1989), britischer Schauspieler und Schriftsteller
- Graham Clark (1941–2023), britischer Opernsänger
- Graham Coaker (1932–1971), britischer Automobilrennfahrer, Ingenieur und Geschäftsmann
- Graham Collier (1937–2011), britischer Jazzmusiker
- Graham Condon (1949–2007), neuseeländischer Politiker und paralympischer Sportler
- Graham S. Cowles (1931–2024), britischer Ornithologe und Paläornithologe
- Graham Coxon (* 1969), ist Leadgitarrist und Mitbegründer der britischen Band Blur sowie Solomusiker und Maler
- Graham Cripsey (* 1954), englischer Snookerspieler
- Graham Crouch (1948–2019), australischer Mittel- und Langstreckenläufer
- Graham Crowden (1922–2010), britischer Schauspieler
- Graham Cutts (1884–1958), britischer Filmregisseur und -Produzent

#### D
- Graham Dorrans (* 1987), schottischer Fußballspieler
- Graham Dow (* 1942), britischer anglikanischer Theologe, von 2000 bis 2009 Bischof von Carlisle
- Graham Dry (* 1944), britischer Antiquar, Kunsthändler und Bibliophiler
- Graham Duxbury (* 1955), südafrikanischer Autorennfahrer

#### E
- Graham Everest (1957–2010), britischer Mathematiker

#### F
- Graham Farquhar (* 1947), australischer Pflanzenphysiologe und Biophysiker
- Graham Faulkner (* 1947), britischer Filmschauspieler
- Graham N. Fitch (1809–1892), US-amerikanischer Politiker
- Graham Fleming (* 1949), britisch-US-amerikanischer Physikochemiker
- Graham Forbes (≈1917–1984), US-amerikanischer Jazzpianist
- Graham E. Fuller (* 1938), US-amerikanischer Autor, politischer Analyst und ehemaliger Geheimdienstmitarbeiter

#### G
- Graham Gano (* 1987), US-amerikanischer American-Football-Spieler
- Graham Gardner (* 1975), britischer Schriftsteller
- Graham Gipson (1932–2023), australischer Sprinter
- Graham Glasgow (* 1992), US-amerikanischer American-Football-Spieler
- Graham Gooch (* 1953), englischer Cricketspieler
- Graham Gouldman (* 1946), britischer Komponist und Musiker
- Graham Greene (1904–1991), britischer Schriftsteller
- Graham Greene (* 1952), kanadischer Schauspieler
- Graham Gunn (* 1942), australischer Politiker

#### H
- Graham Hall (* 1989), englischer Dartspieler
- Graham Hancock (* 1950), britischer Schriftsteller und Journalist
- Graham V. Hartstone (* 1944), britischer Tonmeister
- Graham Harvey (* 1959), englischer Religionswissenschaftler und Ethnologe
- Graham Haskell (* 1948), australischer Sprinter
- Graham Haynes (* 1960), US-amerikanischer Jazzmusiker
- Graham Hedman (* 1979), britischer Sprinter
- Graham Henderson (* 1961), irischer Badmintonspieler
- Graham Henry (* 1946), neuseeländischer Rugbytrainer
- Graham Higman (1917–2008), englischer Mathematiker
- Graham Hill (1929–1975), britischer Rennfahrer
- Graham Hitch (* 1946), britischer Psychologe
- Graham Hood (* 1972), kanadischer Mittelstreckenläufer
- Graham Horne (* 1971), schottischer Snookerspieler
- Graham Horton (* 1962), britisch-deutscher Informatiker und Hochschullehrer
- Graham Hume (* 1990), südafrikanischer Cricketspieler
- Graham Hunt (* 1953), australischer Dartspieler
- Graham Hurrell (* 1975), englischer Badmintonspieler
- Graham Hutchings (* 1951), britischer Chemiker
- Graham Hyde (* 1970), englischer Fußballspieler- und Trainer

#### I
- Graham Ingerson (* 1941), australischer Politiker

#### J
- Graham Jackson (1967–2012), britischer Dirigent
- Graham James (* 1951), britischer anglikanischer Geistlicher
- Graham Jarvis (1930–2003), kanadischer Film- und Theaterschauspieler
- Graham Jefcoate (* 1951), britischer Bibliothekar
- Graham Johnson (* 1950), britischer Pianist und Liedbegleiter
- Graham Jones (* 1957), britischer Radrennfahrer
- Graham Joyce (1954–2014), britischer Autor

#### K
- Graham Kavanagh (* 1973), irischer Fußballspieler- und Trainer
- Graham Kendrick (* 1950), britischer Lobpreis-und-Anbetungs-Musiker
- Graham King (* 1961), britischer Filmproduzent

#### L
- Graham Leggat (1934–2015), schottischer Fußballspieler, -trainer und Fernsehmoderator
- Graham Leonard (1921–2010), britischer Kleriker
- Graham Liggins (1926–2010), neuseeländischer Geburtshelfer und Physiologe
- Graham Linehan (* 1968), irischer Drehbuchautor und Regisseur
- Graham Lyons (1936–2024), britischer Musiker, Komponist und Arrangeur

#### M
- Graham Maby (* 1952), englischer Bassist
- Graham Mann (1924–2000), britischer Segler
- Graham Martin (1912–1990), US-amerikanischer Diplomat
- Graham Patrick Martin (* 1991), US-amerikanischer Schauspieler
- Graham Masterton (* 1946), britischer Autor
- Graham McPherson (* 1961), englischer Sänger, Songwriter, Schauspieler und Radio-DJ
- Graham McRae (1940–2021), neuseeländischer Automobilrennfahrer
- Graham McTavish (* 1961), schottischer Schauspieler
- Graham McVilly (1958–2002), australischer Radrennfahrer
- Graham Miles (1941–2014), englischer Snookerspieler
- Graham Mink (* 1979), US-amerikanischer Eishockeyspieler
- Graham Moore (* 1981), US-amerikanischer Drehbuchautor und Schriftsteller
- Graham Moseley (* 1953), englischer Fußballspieler
- Graham Mourie (* 1952), neuseeländischer Rugbyspieler

#### N
- Graham Nash (* 1942), britischer Sänger und Songwriter
- Graham Nishikawa (* 1983), kanadischer Skilangläufer
- Graham Nolan (* 1962), US-amerikanischer Comiczeichner
- Graham Nuthall (1935–2004), neuseeländischer empirischer Lernforscher und Hochschullehrer

#### O
- Graham Obree (* 1965), schottischer Bahn- und Straßenradrennfahrer

#### P
- Graham Parker (* 1950), britischer Musiker (Gitarre, Gesang) und Songschreiber
- Graham Payn (1918–2005), südafrikanisch-britischer Schauspieler, Komiker und Sänger
- Graham Peacock (* 1945), kanadischer Maler
- Graham Pellegrini (* 2004), maltesischer Leichtathlet
- Graham Phillips (* 1993), US-amerikanischer Schauspieler und Sänger
- Graham Poll (* 1963), englischer Fußballschiedsrichter
- Graham Potter (* 1975), englischer Fußballspieler- und Trainer
- Graham Priest (* 1948), britischer Philosoph, Logiker, Hochschullehrer
- Graham B. Purcell (1919–2011), US-amerikanischer Politiker

#### R
- Graham Rahal (* 1989), US-amerikanischer Automobilrennfahrer
- Graham Ritchie (1942–2005), schottischer Prähistorischer Archäologe
- Graham Ritchie (* 1998), kanadischer Skilangläufer
- Graham Rix (* 1957), englischer Fußballspieler- und Trainer
- Graham Roberts (* 1959), englischer Fußballspieler
- Graham Robson (1936–2021), britischer Motorjournalist
- Graham Rogers (* 1990), US-amerikanischer Schauspieler
- Graham Rose (* 1951), südafrikanischer Geistlicher
- Graham Ross (1944–2021), britischer Theoretischer Physiker
- Graham Rust (* 1942), britischer Künstler und Wandmaler
- Graham Ryding (* 1975), kanadischer Squashspieler

#### S
- Graham Seers (* 1958), australischer Radrennfahrer
- Graham Sharman (* 1971), australischer Bahnradsportler- und Trainer
- Graham Sharp (1917–1995), britischer Eiskunstläufer
- Graham Simpson (* 1979), schottischer Badmintonspieler
- Graham Smith (* 1958), kanadischer Schwimmer
- Graham Speake (* 1946), britischer Altphilologe und Byzantinist
- Graham Stack (* 1981), irischer Fußballtorhüter
- Graham Stark (1922–2013), britischer Komiker, Schauspieler, Autor und Regisseur
- Graham Steed (1913–1999), britisch-kanadischer Organist und Chorleiter
- Graham Stilwell (1945–2019), britischer Tennisspieler
- Graham Stuart (* 1962), britischer Politiker
- Graham Stuart (* 1970), englischer Fußballspieler
- Graham Sutherland (1903–1980), britischer Maler
- Graham Sutton (1903–1977), walisischer angewandter Mathematiker und Meteorologe
- Graham Swift (* 1949), britischer Schriftsteller

#### T
- Graham Tayar (1933–2016), britischer Journalist, Jazzpianist und Lyriker
- Graham Taylor (1944–2017), englischer Fußballspieler- und Trainer
- Graham P. Taylor (* 1958), britischer Schriftsteller
- Graham Thorpe (1969–2024), englischer Cricketspieler
- Graham Tiernan (* 1952), deutscher Kameramann

#### V
- Graham Verchere (* 2002), kanadischer Schauspieler
- Graham Vick (1953–2021), britischer Opernregisseur
- Graham Vigrass (* 1989), kanadischer Volleyballspieler
- Graham Vines (* 1930), britischer Radrennfahrer

#### W
- Graham Walker (1896–1962), britischer Motorradrennfahrer
- Graham William Walker (* 1963), bekannt unter dem Künstlernamen Graham Norton, irischer Schauspieler, Fernsehmoderator, Komiker und Buchautor
- Graham Wallas (1858–1932), britischer Sozialwissenschaftler und Politiker
- Graham Wardle (* 1986), kanadischer Schauspieler, Filmemacher und Fotograf
- Graham Watanabe (* 1982), US-amerikanischer Snowboarder
- Graham Waterhouse (* 1962), englischer Komponist und Cellist
- Graham Watson (* 1956), britischer Politiker
- Graham Webb (1944–2017), britischer Radrennfahrer
- Graham Webster (1913–2001), britischer Bauingenieur und Provinzialrömischer Archäologe
- Graham White (* 1948), kanadischer Politikwissenschaftler
- Graham White (* 1951), australischer Schwimmer
- Graham Whitehead (1922–1981), britischer Automobilrennfahrer
- Graham Wiggins (1962–2016), US-amerikanischer Musiker und Komponist
- Graham Windeatt (* 1954), australischer Schwimmer

#### Y
- Graham Yost (* 1959), kanadischer Drehbuchautor
- Graham Young (* 1945), britischer Geher

#### Z
- Graham Zusi (* 1986), US-amerikanischer Fußballspieler

Zwischenname:
- Alexander Graham Bell (1847–1922), britischer Sprechtherapeut, Erfinder und Großunternehmer
- Carl Graham Fisher (1874–1939), US-amerikanischer Unternehmer
- David Graham Phillips (1867–1911), US-amerikanischer Schriftsteller und Journalist
- James Graham Ballard (1930–2009), britischer Schriftsteller
- James Graham Fair (1831–1894), nordirisch-amerikanischer Politiker
- John Graham Kerr (1869–1957), englischer Embryologe und Zoologe
- Peter Graham Scott (1923–2007), britischer Filmregisseur, Drehbuchautor, Filmproduzent und Filmeditor
- William Graham Connare (1911–1995), US-amerikanischer Geistlicher
- William Graham Swan (1821–1869), US-amerikanischer Jurist und Politiker

### Familienname

#### A
- A. John Graham (1930–2005), britischer Althistoriker
- Aimee Graham (* 1971), US-amerikanische Schauspielerin
- Alasdair Graham (1929–2015), kanadischer Politiker
- Alastair Graham (1906–2000), britischer Malakologe
- Alex Graham (1917–1991), britischer Cartoonist und Comiczeichner
- Alexa Graham (* 1998), US-amerikanische Tennisspielerin
- Alexander H. Graham (1890–1977), US-amerikanischer Politiker
- Alexander S. Graham (1917–1991), britischer Cartoonist und Comiczeichner, siehe Alex Graham
- Alexander Michael Graham (* 1938), ehemaliger Lord Mayor of London
- Alexander Graham (Schwimmer) (* 1995), australischer Schwimmer
- Alexina Graham (* 1990), britisches Model
- Allison Graham, kanadischer Schauspielerin
- Andrew Graham (Astronom) (1815–1908), irischer Astronom
- Andrew Graham (Bischof) (1929–2021), britischer Theologe und Geistlicher, Bischof von Newcastle
- Andrew Graham-Dixon (* 1960), britischer Kunsthistoriker und Fernsehmoderator
- Angelo P. Graham (1947–2017), US-amerikanischer Artdirector und Szenenbildner
- Angus Charles Graham (1919–1991), britischer Sinologe und Philosoph
- Archie Graham (* 1974), namibischer Rugby-Union-Spieler
- Ashley Graham (Rugbyspieler) (* 1984), australischer Rugby-League-Spieler
- Ashley Graham (Model) (* 1987), US-amerikanisches Model
- Aubrey Drake Graham (* 1986), kanadischer Schauspieler, Rapper und Sänger, siehe Drake (Rapper)

#### B
- Barbara Graham (1923–1955), US-amerikanische Mörderin
- Barney Graham, Immunologe und Virologe
- Ben Graham (Footballspieler) (* 1973), australischer Australian-Football- und American-Football-Spieler
- Benjamin Graham (auch Ben Graham; 1894–1976), US-amerikanischer Wirtschaftswissenschaftler
- Bette Nesmith Graham (1924–1980), US-amerikanische Unternehmerin
- Bill Graham (Saxophonist) (1918–1975), US-amerikanischer Jazzmusiker
- Bill Graham (Politiker, 1919) (1919–1995), australischer Politiker
- Bill Graham (Konzertveranstalter) (1931–1991), deutschamerikanischer Konzertveranstalter
- Bill Graham (Politiker, 1939) (* 1939), kanadischer Politiker
- Billy Graham (1918–2018), US-amerikanischer Baptistenpastor und Evangelist
- Billy Graham (Boxer) (1922–1992), US-amerikanischer Boxer
- Billy Graham (Wrestler) (1943–2023), US-amerikanischer Wrestler

- Bob Graham (Politiker) (Daniel Robert Graham; 1936–2024), US-amerikanischer Politiker
- Bob Graham (Illustrator) (* 1942), australischer Autor und Illustrator
- Bobby Graham (Leichtathlet) (1909–1963), britischer Mittelstreckenläufer
- Bobby Graham (Musiker) (1940–2009), britischer Schlagzeuger
- Bobby Graham (Fußballspieler) (* 1944), schottischer Fußballspieler
- Brandon Graham (* 1988), US-amerikanischer American-Football-Spieler
- Brendan Graham (* 1945), irischer Autor und Komponist
- Brian Graham (Rugbyspieler) (* vor 1955), australischer Rugbyspieler
- Brian Graham (Fußballspieler) (* 1987), schottischer Fußballspieler
- Bridget Graham (* 1992), kanadische Schauspielerin und Model
- Bruce Graham (Drehbuchautor), US-amerikanischer Drehbuchautor
- Bruce Graham (Eishockeyspieler) (* 1985), kanadischer Eishockeyspieler
- Bruce J. Graham (1925–2010), US-amerikanischer Architekt
- Bushy Graham (1905–1982), US-amerikanischer Boxer

#### C
- C. J. Graham, US-amerikanischer Schauspieler
- Carol Graham (* 1962), US-amerikanische Politikwissenschaftlerin
- Caroline Graham (Schriftstellerin) (* 1931), englische Krimi-Schriftstellerin
- Caroline Graham Hansen (* 1995), norwegische Fußballspielerin
- Carolyn Graham (* 1931), US-amerikanische Sprachlehrerin
- Charles Christie Graham (1835–1915), neuseeländischer Politiker
- Charles Maurice Graham (1834–1912), britischer Geistlicher
- Charles P. Graham (1927–2021), US-amerikanischer Generalleutnant
- Clifford Graham (1900–1986), kanadischer Boxer
- Clover Graham († 2012), jamaikanisch-britische Menschenrechtlerin und Anwältin
- Colin Graham (1931–2007), britischer Opernregisseur und Opernintendant
- Colin C. Graham (* 1942), US-amerikanischer Mathematiker
- Currie Graham (* 1967), kanadisch-US-amerikanischer Schauspieler

#### D
- Dan Graham (1942–2022), US-amerikanischer Konzept- und Videokünstler
- Daniel Graham (Footballspieler) (* 1978), US-amerikanischer Footballspieler
- Daniel Robert Graham (1936–2024), US-amerikanischer Politiker, siehe Bob Graham (Politiker)
- Daniel W. Graham (* 1948), US-amerikanischer Philosoph
- Danny Graham (* 1985), englischer Fußballspieler
- Darcy Graham (* 1997), schottischer Rugby-Union-Spieler
- Dave Graham (* 1981), US-amerikanischer Sportkletterer
- Davey Graham (1940–2008), britischer Gitarrist und Komponist
- David Graham (Schriftsteller) (eigentlich Robert Hale; 1919–1994), britischer Schriftsteller
- David Graham (Schauspieler) (1925–2024), britischer Schauspieler
- David Graham (1940–2008), britischer Gitarrist, siehe Davey Graham
- David Graham (Golfspieler) (* 1946), australischer Golfspieler
- David Graham (Komponist) (* 1951), britischer Komponist
- David Graham (Rugbyspieler) (1935–2017), neuseeländischer Rugby-Union-Spieler
- David Graham (Tennisspieler) (* 1962), australischer Tennisspieler
- David Graham (Fußballspieler, 1978) (* 1978), schottischer Fußballspieler
- David Graham (* 1981), US-amerikanischer Sportkletterer, siehe Dave Graham
- David Graham (Fußballspieler, 1983) (* 1983), schottischer Fußballspieler
- Debbie Graham (* 1970), US-amerikanische Tennisspielerin
- Derek Graham (* 1941), britischer Mittel- und Langstreckenläufer
- Devin Graham (* 1983), US-amerikanischer Filmemacher, Kameramann, Fotograf, Filmeditor und Blogger
- Dirk Graham (* 1959), kanadischer Eishockeyspieler

#### E
- Ed Graham jr. (1928–2018), US-amerikanischer Fernsehproduzent
- Edward Graham (Offizier) (1858–1951), britischer Generalmajor
- Edward Graham, Baron Graham of Edmonton (1925–2020), britischer Adliger und Politiker (Labour Party, Co-operative Party)
- Elka Graham (* 1981), australische Schwimmerin
- Elle Graham (* 2009), US-amerikanische Schauspielerin
- Elliot Graham (* 1976), US-amerikanischer Filmeditor
- Elvis Graham (* 1996), jamaikanischer Speerwerfer
- Éric Graham (* 1950), französischer Automobilrennfahrer
- Erin Graham (* 1980), US-amerikanische Biathletin
- Ernie Graham (1946–2001), nordirischer Sänger und Gitarrist
- Evarts A. Graham (1883–1957), US-amerikanischer Chirurg

#### F
- Forbes Graham (* ≈1980), US-amerikanischer Jazz- und Improvisationsmusiker
- Francesca Graham (* 1993), neuseeländische Handballspielerin
- Francis Graham-Smith (1923–2025), britischer Astronom
- Frank Graham (Synchronsprecher) (1914–1950), US-amerikanischer Synchronsprecher
- Frank L. Graham, kanadischer Molekularbiologe
- Frank Porter Graham (1886–1972), US-amerikanischer Politiker
- Franklin Graham (* 1952), US-amerikanischer Evangelist

#### G
- Gabrielle Graham, kanadische Schauspielerin
- Gail Graham (Autorin) (1941–2022), US-amerikanische Schriftstellerin
- Gail Graham (Golfspielerin) (* 1964), kanadische Golfspielerin

- Gary Graham (Schauspieler) (1950–2024), US-amerikanischer Schauspieler und Fernsehproduzent
- Gary Graham (Designer) (* 1969), US-amerikanischer Designer und Unternehmer
- Gary Graham (Musiker), kanadischer Musiker und Musikpädagoge
- Gary Graham (Cricketspieler) (* 1982), jamaikanischer Cricketspieler
- Gary Graham (Rugbyspieler) (* 1992), schottischer Rugbyspieler
- George Graham (Bischof) († 1643), Bischof von Orkney
- George Graham (Uhrmacher) (1673–1751), englischer Uhrmacher
- George Graham (Politiker) (1772–1830), US-amerikanischer geschäftsführender Kriegsminister und Kommissar des General Land Office
- George Graham (Monologist) (1866–1903), US-amerikanischer Monologsprecher.
- George Graham (Fußballspieler) (* 1944), schottischer Fußballspieler und -trainer
- George Graham (Rugbyspieler) (* 1966), schottischer Rugby-Union-Spieler
- George Augustus Graham (Captain Graham; 1833–1909), schottischer Offizier und Kynologe
- George Perry Graham (1859–1943), kanadischer Politiker, Unterhausabgeordneter, Senator und Bundesminister
- George Scott Graham (1850–1931), US-amerikanischer Politiker
- Gerald Graham (1831–1899), britischer Generalleutnant
- Gerrit Graham (* 1949), US-amerikanischer Schauspieler und Songwriter
- Glenn Graham (1904–1986), US-amerikanischer Leichtathlet
- Gordon Graham († 2015), britischer Verleger
- Gordon M. Graham (1918–2008), Generalleutnant der US Air Force
- Gwen Graham (* 1963), US-amerikanische Politikerin

#### H
- Harry Graham (Politiker) (1850–1933), englischer Politiker
- Harry Graham (Cricketspieler) (1870–1911), australischer Cricketspieler
- Harry Graham (Dichter) (1874–1936), englischer Dichter
- Harry Graham (Fußballspieler) (1887–1940), schottischer Fußballspieler
- Heather Graham (* 1970), US-amerikanische Schauspielerin
- Henriette Schramm-Graham (1803–1876), deutsche Sängerin, Sopranistin und Schauspielerin
- Henry Grey Graham (1874–1959), römisch-katholischer Geistlicher
- Henry V. Graham (1916–1999), US-amerikanischer General
- Herol Graham (* 1959), britischer Boxer
- Hilary Graham (* 1950), britische Soziologin
- Holter Graham (1972), US-amerikanischer Schauspieler
- Horace F. Graham (1862–1941), US-amerikanischer Politiker
- Howard Graham (1898–1986), kanadischer Generalleutnant
- Hugh Graham, 1. Baron Atholstan (1848–1938), kanadischer Verleger
- Hugh Graham (Eiskunstläufer), US-amerikanischer Eiskunstläufer
- Hugh Graham (Reiter) (* 1949), kanadischer Springreiter
- Hugh Davis Graham (1937–2002), US-amerikanischer Historiker und Soziologe

#### I
- Ian Graham (Archäologe) (1923–2017), britischer Archäologe
- Ian Graham (* 1967), englischer Snookerspieler
- Ian Graham Gass (1926–1992), britischer Geologe
- Ian Graham Turbott (1922–2016), britischer Kolonialpolitiker und Gouverneur von Grenada
- Ian Maxtone-Graham (* 1959), US-amerikanischer Drehbuchautor und Fernsehproduzent
- Iris Graham (* 1985), kanadische Schauspielerin
- Isabella Graham (1742–1814), US-amerikanische Sozialreformerin und Lehrerin

#### J
- Jack Graham (Fußballspieler, 1868) (1868–1932), englischer Fußballspieler
- Jack Graham (Fußballspieler, 1873) (1873–1925), englischer Fußballspieler
- Jack Graham (Fußballspieler, 1881) (1881–??), englischer Fußballspieler
- Jack Graham (Fußballspieler, 1909) (1909–??), englischer Fußballspieler
- Jack Graham (Mörder) (John Gilbert Graham; 1932–1957), US-amerikanischer Massenmörder
- Jaki Graham (* 1956), britische Soulsängerin
- James Graham (Mediziner) (1745–1794), schottischer Arzt
- James Graham (Politiker, 1793) (1793–1851), US-amerikanischer Politiker (North Carolina)
- James Graham (Politiker, 1813) (1813–1898), irisch-australischer Politiker
- James Graham (Sportschütze) (1870–1950), US-amerikanischer Sportschütze
- James Graham (Dramatiker) (* 1982), britischer Dramatiker und Drehbuchautor
- James Graham (Mineraloge) (1929–2001), australischer Mineraloge
- James Graham (Rugbyspieler) (* 1985), englischer Rugby-League-Spieler
- James Graham, 1. Baronet (of Kirkstall) (1753–1825), britischer Adliger und Politiker
- James Graham, 1. Baronet (of Netherby) (1761–1824), britischer Adliger und Politiker
- James Graham, 1. Marquess of Montrose (1612–1650), schottischer Adliger und General
- James Graham, 1. Duke of Montrose (1682–1742), schottischer Adliger
- James Graham, 2. Baronet (of Netherby) (1792–1861), britischer Staatsmann
- James Graham, 2. Marquess of Montrose (1633–1669), schottischer Adliger
- James Graham, 3. Duke of Montrose (1755–1836), schottischer Adliger und Politiker
- James Graham, 3. Marquess of Montrose (1657–1684), schottischer Adliger
- James Graham, 4. Baronet (of Braco) (um 1661–um 1700), schottischer Adliger
- James Graham, 4. Duke of Montrose (1799–1874), britischer Adliger
- James Graham, 6. Duke of Montrose (1878–1954), britischer Adliger
- James Graham, 7. Baronet (of Netherby) (* 1946), britischer Adliger
- James Graham, 7. Duke of Montrose (1907–1992), britischer Adliger
- James Graham, 8. Duke of Montrose (* 1935), schottischer Adliger und Politiker
- James Graham, 11. Baronet (of Norton Conyers) (* 1940), britischer Adliger
- James Duncan Graham (1799–1865), US-amerikanischer Topograf und Offizier
- James Gillespie Graham (1776–1855), schottischer Architekt
- James H. Graham (1812–1881), US-amerikanischer Politiker
- James McMahon Graham (1852–1945), US-amerikanischer Politiker
- Jeffrey Brent Graham (1941–2011), US-amerikanischer Physiologe und Ozeanograf
- Jim Graham (* 1935), US-amerikanischer Stabhochspringer
- Jimmy Graham (* 1986), US-amerikanischer American-Football-Spieler
- John Graham, 1. Viscount of Dundee (1648–1689), schottischer Generalmajor
- John Graham (Maler, 1754) (1754–1817), schottischer Maler
- John Graham (Offizier) (1778–1821), britischer Armeeoffizier und Gründer von Grahamstown
- John Graham (Diplomat) (1774–1820), US-Botschafter ("Minister") in Portugal; im Jahr 1817 war er kurzzeitig kommissarischer Außenminister der USA unter Präsident James Monroe
- John Graham (Architekt) (1908–1991), US-amerikanischer Architekt
- John Graham (Bischof) (1794–1865), Bischof von Chester
- John Graham (Botaniker) (1805–1839), englischer Botaniker
- John Graham (Fußballspieler, 1873) (1873–??), englischer Fußballspieler
- John Graham (IRA) (1915–1997), irischer IRA-Aktivist
- John Graham (Generalmajor) (1923–2012), britischer Generalmajor
- John Graham (Fußballspieler, 1926) (1926–2006), englischer Fußballspieler
- John Graham (Langstreckenläufer) (* 1956), britischer Marathonläufer
- John Graham (Hürdenläufer) (* 1965), kanadischer Hürdenläufer
- John Graham (Musikproduzent), britischer Musikproduzent
- John Graham (Rennfahrer) (* 1955), kanadischer Rennfahrer
- John Graham, 1. Baronet (of Larbert House and Househill) (1837–1926), britischer Adliger
- John Graham, 2. Baronet (of Braco) († um 1646), schottischer Adliger
- John Graham, 2. Baronet (of Dromore) (* 1938), britischer Adliger
- John Graham, 2. Baronet (of Gartmore) († 1708), schottischer Adliger
- John Graham, 2. Baronet (of Larbert House and Househill) (1864–1936), britischer Adliger
- John Graham, 3. Baronet (of Larbert House and Househill) (1892–1980), britischer Adliger
- John Graham, 4. Baronet (of Larbert House and Househill) (1926–2019), britischer Diplomat
- John Benjamin Graham (1813–1876), Minenbesitzer, Besitzer des Handschuhsheimer Schlösschens
- John D. Graham (1886–1961), amerikanischer Maler russischer Abstammung
- John H. Graham (1835–1895), amerikanischer Politiker
- John Joseph Graham (1913–2000), US-amerikanischer Geistlicher, Weihbischof in Philadelphia
- John K.D. Graham (*20. Jahrhundert), US-amerikanischer Filmregisseur
- John Maxtone-Graham († 2015), US-amerikanischer Historiker
- John R. Graham (Fußballspieler), englischer Fußballspieler
- John R. Graham (Komponist), US-amerikanischer Filmkomponist
- Jorie Graham (* 1950), US-amerikanische Dichterin
- Julie Graham (Geographin) (Julie Ann Graham; 1945–2010), US-amerikanische Geographin und Autorin
- Julie Graham (Schauspielerin) (* 1965), britische Schauspielerin

#### K
- Katerina Graham (* 1989), US-amerikanische Schauspielerin, Songwriterin und Sängerin
- Katharine Graham (1917–2001), US-amerikanische Autorin
- Keitani Graham (1980–2012), mikronesischer Ringer
- Kelvin Graham (* 1964), australischer Kanute
- Kenny Graham (1924–1997), britischer Jazzmusiker und Komponist
- Kenny Graham (Footballspieler) (* 1941), US-amerikanischer American-Football-Spieler
- Kim Graham (* 1971), US-amerikanische Leichtathletin

#### L
- L. Gordon Graham (Lawrence Gordon Graham; * 1949), britischer Philosoph und Hochschullehrer
- Larry Graham (* 1946), US-amerikanischer Sänger und Musiker
- Lauren Graham (* 1967), US-amerikanische Schauspielerin
- Laurie Graham (Autorin) (* 1947), britische Autorin
- Laurie Graham (Skirennläuferin) (* 1960), kanadische Skirennläuferin
- Len Graham (1925–2007), nordirischer Fußballspieler und -trainer
- Leona Graham (* 1971), britische Radiomoderatorin
- Leroy Graham (* 1999), antiguanischer Fußballspieler
- Leslie Graham (1911–1953), britischer Motorradrennfahrer
- Liam Graham (* 2004), schottischer Snookerspieler
- Lindsey Graham (* 1955), US-amerikanischer Politiker (Republikanische Partei)
- Loren Graham (1933–2024), US-amerikanischer Wissenschaftshistoriker
- Lorraine Graham (* 1973), jamaikanische Leichtathletin, siehe Lorraine Fenton
- Lou Graham (Musiker) (1929–1999), US-amerikanischer Musiker
- Lou Graham (Golfspieler) (* 1938), US-amerikanischer Golfspieler
- Louis E. Graham (1880–1965), US-amerikanischer Politiker
- Lukas Graham (* 1988), dänischer Sänger und Songwriter, siehe Lukas Forchhammer
- Luke Graham (1940–2006), US-amerikanischer Wrestler
- Luke Graham (Fußballspieler) (* 2004), schottischer Fußballspieler
- Lynn Graham (* 1947), US-amerikanische Kugelstoßerin und Diskuswerferin

#### M
- Malcolm Graham (Fußballspieler) (1934–2015), englischer Fußballspieler
- Malcolm Duncan Graham (1827–1878), US-amerikanischer Jurist und Politiker
- Mark Anthony Graham (1973–2006), kanadischer Leichtathlet
- Martha Graham (1894–1991), US-amerikanische Tänzerin, Choreografin und Pädagogin
- Mary Bloy Graham († 2015), kanadische Illustratorin
- Matt Graham (Pokerspieler) (* 1983), US-amerikanischer Pokerspieler
- Matt Graham (Freestyle-Skier) (* 1994), australischer Freestyle-Skier
- Maurice Graham (1931–2015), australischer Rugbyspieler
- Max Graham (* 1971), britischer Musikproduzent und Remixer
- Michael Graham (Schauspieler, I), Schauspieler und Drehbuchautor
- Michael Graham (Footballspieler) (* 1952), australischer Australian-Football-Spieler
- Michael Graham (Basketballspieler) (* 1963), US-amerikanischer Basketballspieler
- Michael Graham (Schauspieler, 1964) (* 1964), US-amerikanischer Schauspieler und Filmproduzent
- Mikey Graham (Michael Christopher Charles Graham; * 1972), irischer Sänger
- Montagu William Graham (1807–1878), britischer Politiker und Offizier

#### N
- Nadia Graham-Hutchinson (* 1974), jamaikanische Sprinterin
- Norris Graham (1906–1980), US-amerikanischer Ruderer

#### O
- Otto Graham (1921–2003), US-amerikanischer American-Football-Spieler, -Trainer und Basketballspieler

#### P
- Patricia Albjerg Graham (* 1935), US-amerikanische Wissenschaftshistorikerin
- Patrick Graham (* 1967), kanadischer Unternehmensberater und Schriftsteller
- Paul Graham (* 1964), US-amerikanischer Informatiker und Programmierer
- Paul Graham (Fotograf) (* 1956), britischer Fotograf
- Peter Graham (Maler) (1836–1921), schottischer Maler
- Peter Graham (Radsportler) (1935–2023), britischer Radrennfahrer
- Peter Graham (Komponist, 1952) (* 1952), tschechischer Komponist
- Peter Graham (Komponist, 1958) (* 1958), britischer Komponist
- Peter Graham (Produzent), Produzent
- Peter Graham (Kickboxer) (* 1975), neuseeländischer Mixed-Martial-Arts-Kämpfer
- Peter W. Graham (* 1980), US-amerikanischer Physiker
- Philip Graham (1915–1963), US-amerikanischer Verleger

#### R
- Reginald Graham, 3. Baronet (1892–1980), britischer Offizier
- Rex Alan Graham (1915–1958), britischer Botaniker
- Rhys Graham, australischer Regisseur und Drehbuchautor
- Richard Graham (Politiker) (Richard Michael John Ogilvie Graham; * 1958), britischer Manager und Politiker
- Richard Graham (Schauspieler) (* 1960), britischer Schauspieler
- Richard Graham (Fußballspieler) (* 1974), englischer Fußballspieler
- Rigby Graham († 2015), britischer Maler

- Robert Graham (Botaniker) (1786–1845), schottischer Arzt und Botaniker
- Robert Graham (Bildhauer) (1938–2008), US-amerikanischer Bildhauer
- Robert Graham (Schauspieler) (1938–2008), US-amerikanischer Schauspieler
- Robert Graham (Physiker) (* 1942), deutscher Physiker
- Robert C. Graham, US-amerikanischer Unternehmer, siehe Graham-Paige
- Robert Cunninghame Graham (1852–1936), schottisch-spanischer Aristokrat, Politiker und Abenteurer
- Robert James Douglas Graham (1884–1950), schottischer Botaniker
- Robert Klark Graham (1906/1907–1997), US-amerikanischer Eugeniker und Geschäftsmann

- Robin Lee Graham (* 1949), US-amerikanischer Segler
- Rodney Graham (1949–2022), kanadischer Künstler
- Ronald Graham (1935–2020), US-amerikanischer Mathematiker
- Rose Graham (1875–1963), britische Kirchenhistorikerin
- Ross Graham (* 2001), schottischer Fußballspieler
- Ruth Bell Graham (1920–2007), US-amerikanische Ehefrau von Billy Graham

#### S
- Shawn Graham (* 1968), kanadischer Politiker
- Shayne Graham (Michael Shayne Graham; * 1977), US-amerikanischer American-Football-Spieler
- Sheilah Graham (1904–1988), britisch-amerikanische Journalistin
- Stephen Graham (Schriftsteller) (1884–1975), britischer Schriftsteller
- Stephen Graham (Stadtforscher) (* 1965), britischer Geograph und Stadtplaner
- Stephen Graham (Schauspieler) (* 1973), britischer Schauspieler
- Stephen Graham (Basketballspieler) (* 1982), US-amerikanischer Basketballspieler
- Stephen Victor Graham (1874–1955), US-amerikanischer Marineoffizier und Kolonialgouverneur
- Stuart Graham (Rennfahrer) (* 1942), britischer Motorsportler
- Stuart Graham (Schauspieler) (* 1967), britischer Schauspieler
- Stuart Graham (Zoologe), britischer Zoologe
- Susan Graham (* 1960), US-amerikanische Sängerin (Mezzosopran)
- Susan L. Graham (* 1942), US-amerikanische Informatikerin
- Sylvester Graham (1794–1851), US-amerikanischer Prediger
- Sylvi Graham (1951–2025), norwegische Politikerin

#### T
- T. Max Graham (Neil Graham Moran; 1941–2011), US-amerikanischer Schauspieler
- Tanner Graham (* 1996), kanadischer Basketballspieler
- Teddy Graham (1906–1979), kanadischer Eishockeyspieler
- Thaddea Graham (* 1997), chinesisch-nordirische Schauspielerin
- Theo Graham (* 1997), britischer Schauspieler
- Thomas Graham, 1. Baron Lynedoch (1748–1843), schottischer General und Politiker
- Thomas Graham (Chemiker) (1805–1869), britischer Chemiker
- Thomas Alexander Ferguson Graham (1840–1906), britischer Maler, Zeichner und Illustrator
- Thomas R. Graham (Thomas Richard Graham; * 1942), US-amerikanischer Jurist
- Tim Graham (* 1939), britischer Leichtathlet
- Todd Graham (* 1991), australischer Eishockeyspieler
- Tony Graham (* 1962), neuseeländischer Radrennfahrer
- Trevor Graham (* 1964), jamaikanischer Leichtathlet und Leichtathletiktrainer

#### W
- William Graham, 1. Lord Graham († um 1425), schottischer Adliger
- William Graham, 3. Lord Graham († 1472), schottischer Adliger
- William Graham, 1. Earl of Montrose (1464–1513), schottischer Adliger
- William Graham, 2. Earl of Montrose (1492–1571), schottischer Adliger und Staatsmann
- William Graham, 1. Baronet (of Braco) († um 1635), schottischer Adliger
- William Graham, 1. Baronet (of Gartmore) († 1684), schottischer Adliger
- William Graham, 3. Baronet (of Braco) († um 1684), schottischer Adliger
- William Graham, 3. Baronet (of Esk) (1730–1744), schottischer Adliger
- William Graham (Geistlicher) (1745–1799), US-amerikanischer Geistlicher
- William Graham (Politiker, 1782) (1782–1858), US-amerikanischer Politiker
- William Graham (Philosoph) (1839–1911), britischer Jurist und Philosoph
- William Graham (Hockeyspieler) (1886–1947), irisch-britischer Hockeyspieler
- William Graham (Politiker, 1887) (1887–1932), britischer Journalist und Politiker (Labour Party)
- William Graham (Politiker, 1939) (1939–2022), kanadischer Politiker (Liberale Partei)
- William A. Graham (Politiker) (William Alexander Graham; 1839–1923), US-amerikanischer Politiker
- William A. Graham (Regisseur) (1926–2013), US-amerikanischer Regisseur
- William A. Graham (Islamwissenschaftler) (William Albert Graham; * 1943), US-amerikanischer Islamwissenschaftler und Hochschullehrer
- William Alexander Graham (1804–1875), US-amerikanischer Politiker
- William Harrison Graham (1844–1923), US-amerikanischer Politiker
- William J. Graham (1872–1937), US-amerikanischer Politiker
- William Robert Graham (* 1937), US-amerikanischer Physiker
- Winston Graham (1908–2003), britischer Schriftsteller
- Winthrop Graham (* 1965), jamaikanischer Leichtathlet

#### Y
- Yvonne Mai-Graham (* 1965), deutsch-jamaikanische Mittelstreckenläuferin

#### Z
- Zoe Graham (* 1994), US-amerikanische Schauspielerin